# Inetta Jędrasik-Jankowska
Inetta Jędrasik-Jankowska (ur. 13 lipca 1942) – polska prawnik, profesor nauk prawnych, nauczyciel akademicki wielu uczelni, w tym profesor zwyczajny Uniwersytetu Warszawskiego, specjalistka w zakresie prawa pracy i ubezpieczeń społecznych.

## Życiorys
Pracownik Katedry Prawa Ubezpieczeń Wydziału Prawa i Administracji Uniwersytetu Warszawskiego. W latach 1986−2017 członek Biura Orzecznictwa Sądu Najwyższego. W latach 2016–2018 przewodnicząca działającego w Zakładzie Ubezpieczeń Społecznych Komitetu ds. interpretacji, stanowisk i wyjaśnień.
W 1996 prezydent RP nadał jej tytuł naukowy profesora nauk prawnych. Została profesorem zwyczajnym Uniwersytetu Warszawskiego.

## Wybrane publikacje
- Świadczenia pieniężne za czas niezdolności do pracy z powodu choroby (1996)
- Ubezpieczenie emerytalne: trzy filary (2001)
- Ubezpieczenie wypadkowe i chorobowe (2002)
- Pojęcia i konstrukcje prawne ubezpieczenia społecznego (2009)
- Prawo do emerytury z ubezpieczenia i zabezpieczenia społecznego (2019)